# Трелфелл, Дэвид
Дэ́вид Трелфе́лл (Трелфо́лл) (англ. David Threlfall; род. 12 октября 1953) — английский актёр театра, кино и телевидения, режиссёр. Он также снял несколько серий, работая режиссёром.

## Биография
Трелфелл родился в семье сантехника Томми Трелфелла в Барнадже (пригород Манчестера), графство Ланкаршир, и с самого детства поддерживает Манчестер. Начал выступать на сцене школьного театра в Wilbraham High School. В 1971 сыграл главную роль в школьной постановке пьесы Rising Generation Энн Джеллико из 4 отделений. В декабре того же года он сыграл роль Джона Проктора в школьной постановке пьесы The Crucible после чего стал работать в молодёжном театре Манчестера (Manchester Youth Theatre). Трелфелл поступил в колледж искусств в Шеффилде (ныне Sheffield Hallam University), но проучился там всего лишь год. Трелфелл проработал несколько месяцев и, просмотрев список театральных колледжей, поступил в Manchester Polytechnic School of Drama. При получении степени он прошёл прослушивание у Майка Ли.
Трелфелл также окончил Manchester Metropolitan School of Theatre и начиная с 1977 снялся во множестве ролей на телевидении и в кино. Его дебютом стала выразительная роль Арчера. Известны его роли на телевидении в фильме 1977 Майка Ли Поцелуй смерти, Лесли Титмуса в Paradise Postponed, Эдгара в постановке «Король Лир» компании Granada Television (главную роль сыграл Лоренс Оливье). Трелфелл также регулярно снимался в ситкомах Nightingales и Men of the World, появлялся в качестве приглашённого актёра в фильмах Cutting It, The Knock, CI5: The New Professionals и сериале Призраки. Он сыграл роль принца Чарльза в фильме Diana: Her True Story (1993) и в роли его отца герцога Филиппа в фильме 2005 года The Queen’s Sister. Дэвид сыграл ключевую роль Фрэнка Галлахера в сериале «Бесстыдники» Пола Эбботта, 11 серий которого были показаны на канале Channel 4 между 2004 и 2013.
Трелфелл также сыграл роль Вильгельма Критцингера в фильме канала BBC/HBO Заговор, посвящённом конференции в Ванзее. В 2006 он сыграл роль мужа Неллы Ласт в телефильме Housewife, 49. Также снялся в фильмах The Russia House экранизации романа Джона Ле Карре, Игры патриотов, Хозяин морей: На краю Земли, Золотой век (вместе с Кейт Бланшетт), и Стать Джоном Ленноном, где сыграл роль Джорджа Смита, дяди Джона Леннона.
Трелфелл сыграл небольшую роль в фильме 2006 года Alien Autopsy и роль Мартина Блоуэра в фильме 2007 года Типа крутые легавые, вместе с актёрами Саймоном Пеггом и Ником Фростом. Он сыграл в серии The Whistle Blowers. Трелфелл снялся в главной роли документального сериала канала BBC Ancient Rome: The Rise and Fall of an Empire в роли императора Константина I.
Трелфелл озвучил роль Яго в аудиопостановке пьесы «Отелло», роль детектива Паоло Бальди в радиосериале Baldi канала BBC Radio 4., прочёл по радио роман Джозефа Конрада Сердце тьмы. В 1980 он сыграл роль Смайка в восьмичасовой версии пьесы The Life and Adventures of Nicholas Nickleby для Royal Shakespeare Company в Лондоне и Нью-Йорке.
Трелфелл сыграл заметные роли в постановках Riddley Walker, «Эдип», трагедии Макбет, Your Home In The West и Пер Гюнт на сцене Royal Exchange Theatre Манчестера, роль Болингброка в пьесе Ричард II, Оргона в «Тартюфе» на сцене Royal National Theatre Лондона. Трелфелл сыграл роль Джека в When the Whales Came (1989) вместе с актёрами Полом Скофилдом и Хе́лен Ми́ррен . В 2010 он выступил в роли приглашённого актёра в Have I Got News for You.
15 июля 2013 Трелфелл получил степень почётного доктора Manchester Metropolitan University.
С 1995 Трелфелл женат на боснийской актрисе Бране Бажич Они познакомились в 1994 в ходе работы над The Count of Monte Cristo в Royal Exchange Theatre в Манчестере..
Несмотря на то, что персонаж Фрэнка Галлахера сериала «Бесстыдники» является заядлым курильщиком, сам Дэвид не курит и испытывает неприязнь к никотину.

## Избранная фильмография
| Год  |   | Русское название            | Оригинальное название                           | Роль                               |
| ---- | - | --------------------------- | ----------------------------------------------- | ---------------------------------- |
| 1977 | ф | Поцелуй смерти              | Kiss of Death                                   | Тревор                             |
| 1983 | ф | Красный монарх              | Red Monarch                                     | Василий Сталин                     |
| 1992 | ф | Игры патриотов              | Patriot Games                                   | инспектор Роберт Хайленд           |
| 2001 | ф | Заговор                     | Conspiracy                                      | Вильгельм Критцингер               |
| 2003 | ф | Хозяин морей: На краю Земли | Master and Commander: The Far Side of the World | Пресервед Киллик, стюард капитана. |
| 2007 | ф | Золотой век                 | Elizabeth: The Golden Age                       | Джон Ди                            |
| 2009 | ф | Стать Джоном Ленноном       | Nowhere Boy                                     | Джордж Т. Смит                     |

## Роли в театре
В число его ролей входят
- Блэки The Sons of Light Дэвида Рудкина (David Rudkin) для Royal Shakespeare Company в театре The Other Place (Стратфорд-на-Эйвоне) 1977 г.
- Джейк, A&R Пита Аткина (Pete Atkin) для Royal Shakespeare Company в театре Donmar Warehouse, Лондон 1978 г.
- Фиц, Savage Amusement Питера Флэннери (Peter Flannery) для Royal Shakespeare Company в театре Donmar Warehouse, Лондон 1978 г.
- Майк, Shout Across The River Стива Полякова для Royal Shakespeare Company в театре Donmar Warehouse, Лондон 1978 г.
- Марк Антоний, Юлий Цезарь в королевском шекспировском театре, Стратфорд-на-Эйвоне 1979 г.
- Слендер, Виндзорские насмешницы в королевском шекспировском театре, Стратфорд-на-Эйвоне 1979 г.
- Виктор, Самоубийца Николая Эрдмана для Royal Shakespeare Company в театре The Other Place (Стратфорд-на-Эйвоне) 1979 г.
- Смайк, The Life and Adventures of Nicholas Nickleby написанной Дэвидом Эдгаром (David Edgar) для Royal Shakespeare Company в Aldwych Theatre, Лондон и затем в Plymouth Theatre, Нью-Йорк 1980 г.
- Болингброк, Ричард в Royal National Theatre, Лондон (1985)
- Ридли Уолкер, Riddley Walker автора Расела Хобана в Royal Exchange, Манчестер (1986)
- Гамлет в театре Oxford Playhouse на Эдинбургском фестивале (1986)
- Эдип, «Царь Эдип» Софокла в Royal Exchange, Манчестер (1987)
- The Traveller автор Jean Claude Van Itallie в Leicester Haymarket Theatre затем в театре Almeida (1987)
- Макбет, «Макбет» в Royal Exchange, Манчестер (1988)
- Bussy D'Ambois Джорджа Чапмена в театре «Олд Вик» (1988)
- Ян, Over a Barrel автор Stephen Bill, Watford Palace Theatre (Уотфорд) (1989)
- Gregers Werle, «Дикая утка» автор Генрик Ибсен в Phoenix Theatre, Лондон (1990)
- Микки, Your Home in the West автор Rod Wooden в Royal Exchange, Манчестер (1991)
- Граф, Граф Монте-Кристо в Royal Exchange, Манчестер (1994)
- Lovborg, «Гедда Габлер» автор Генрик Ибсен в Chichester Festival Theatre (1996)
- Номан Нестор, Odysseus Thump автор Ричард Хоуп в «West Yorkshire Playhouse», Лидс (1997)
- Garry Essendine, «Present Laughter» автор Ноэль Ковард в Royal Exchange, Манчестер (1998)
- Пер Гюнт автор Генрик Ибсен в Royal Exchange, Манчестер (1999)
- Оргон, «Тартюф, или Обманщик» автор Мольер в Королевском национальном театре, Лондон (2002)
- Роберт, Blue/Orange автор Joe Penhall в Duchess Theatre, Лондон (2001)
- Skellig автор Дэвид Алмонд в театре Янг-Вик, Лондон (2003)
- Майкл, Someone Who’ll Watch Over Me автор Фрэнк МакГиннес в Ambassadors Theatre, Лондон (2005)